# Vîhon, Cetatea Albă
Vîhon (în ucraineană Вигон) este un sat în comuna Păpușoi din raionul Cetatea Albă, regiunea Odesa, Ucraina.

## Demografie
Componența lingvistică a localității Vîhon
     Ucraineană (91,19%)
     Rusă (7,86%)
     Alte limbi (0,96%)
Conform recensământului din 2001, majoritatea populației localității Vîhon era vorbitoare de ucraineană (91,19%), existând în minoritate și vorbitori de rusă (7,86%).